# 리믹스
리믹스(영어: remix)는 노래를 새로운 형식으로 만드는 방법이다. 1970년대 자메이카의 킹 터비가 우연히 리믹스를 발견하였다. 세계적으로 대중적인 인기를 얻게 된 계기는 1970년대 후반 뉴욕의 디스코 열풍이었다. 무도회장에서 춤을 추고 있는 사람들이 좋아하는 노래의 시간을 지연하려고 디스크 자키들이 같은 레코드를 2장 준비하고 그 레코드를 나란히 놓은 테이블에서 약간의 시간 차이를 붙여 재생하였고, 믹서를 사용한 것이었다. 현재에는 리믹스 음반 등 많은 리믹스 작품들이 나오게 되었다.

## 같이 보기
- 편곡
- 리메이크 노래